# Platysenta ebba
Platysenta ebba là một loài bướm đêm trong họ Noctuidae.